# 胡奇才
胡奇才（1914年10月28日—1997年7月3日），原名胡其才，中国人民解放军中将。1955年获一级八一勋章、一级独立自由勋章、一级解放勋章，1988年获一级红星功勋荣誉章。